# Viviana Márton
Viviana Márton (Tenerife, 16 de febrero de 2006) es una deportista hispano-húngara que compite en taekwondo. Su hermana gemela Luana compite en el mismo deporte.
Participó en los Juegos Olímpicos de París 2024, obteniendo una medalla de oro en la categoría de –67 kg.
Es hija de padres húngaros, pero nació en Tenerife (España). Aunque se crio y se formó deportivamente en España, decidió representar internacionalmente al país de sus padres.

## Palmarés internacional
| Juegos Olímpicos | Juegos Olímpicos | Juegos Olímpicos | Juegos Olímpicos |
| Año              | Lugar            | Medalla          | Categoría        |
| ---------------- | ---------------- | ---------------- | ---------------- |
| 2024             | París (Francia)  | Medalla de oro   | –67 kg           |